# 西部ガスホールディングス
西部ガスホールディングス株式会社（さいぶガスホールディングス）は、福岡県福岡市博多区千代に本社を置く都市ガス会社グループの持株会社である。

## 概説
東京ガス、大阪ガス、東邦ガスと共に大手都市ガス4社とされる。災害対策基本法に基づく指定公共機関の指定（平成20年6月24日内閣府告示第240号発布時）は他3社に比べ遅れた。本社ビルの低層部（地下1階から3階）は子会社の西部ガス都市開発が運営する貸会議室・飲食店・銀行（西日本シティ銀行千代町支店）の入居するオフィスビル「パピヨン24」となっている。
前身は九州内の主要中小ガス会社を統合した西部合同瓦斯（さいぶごうどうガス）。これが統合・分離を繰り返しながら、名古屋市に本社を置く東邦ガスに一度統合され、昭和に入って再独立・発足した。また、九州内に多くある中小ガス会社の系列化や吸収合併により、かつての営業エリアを取り戻しつつある。
2021年4月より純粋持株会社体制移行のため、（旧）西部瓦斯が西部ガスホールディングスに商号変更し、ガス事業等を（新）西部瓦斯（2021年4月1日、西部瓦斯分割準備より商号変更）、西部瓦斯熊本、西部瓦斯長崎、西部瓦斯佐世保に承継した。この再編にあたっては、大手ガス事業者についても電力同様小売自由化に伴って「小売」と「導管事業（電気事業の送配電事業に相当）」の分離分割が求められていたが、西部ガスグループは元々自社供給エリアが連続しておらず飛び地になっていたため、「導管事業」の分社でなく供給エリア単位での分割によって、「小売」と「導管事業」の一体運営方式を採った。また、地域によってはLPガス事業を含めた統合も行っている。

## 歴史
- 1902年（明治35年） - 九州初となるガス会社「長崎瓦斯」設立。
- 1913年（大正2年） - 長崎瓦斯の後に設立された博多瓦斯、門司瓦斯[注 1]、八幡瓦斯、小倉瓦斯、下関瓦斯（後に発足した同名企業とは別会社）、熊本瓦斯、鹿児島瓦斯等が合併し西部合同瓦斯株式会社設立[3]。
- 1923年（大正12年） - 北九州瓦斯株式会社（本社：小倉市京町）設立により、西部合同瓦斯の営業区域が福岡、北九州、佐世保、長崎、熊本の4区となる[4]。初代社長・松永安左エ門。
- 1927年（昭和2年） - 西部合同瓦斯が東邦瓦斯株式会社へ吸収合併。
- 1930年（昭和5年） - 東邦瓦斯九州支店が分離し、再独立。西部瓦斯株式会社（本社：福岡市千代町）設立。
- 1943年（昭和18年） - 国策戦時統合により北九州瓦斯におけるガス事業の承継会社であった九州瓦斯株式会社と合併[5]。
- 1949年（昭和24年） - 福岡証券取引所上場。
- 1950年（昭和25年） - 大阪証券取引所上場。
- 1974年（昭和49年） - 東京証券取引所1部上場。
- 1986年（昭和61年） - 天然ガス転換開始。
- 2005年（平成17年） - 天然ガス転換完了。
- 2007年（平成19年）4月3日 - 無農薬水耕野菜の栽培事業を行う「エスジーグリーンハウス」を設立、北九州市若松区響町においてリーフレタスの栽培を開始。
- 2008年（平成20年） - バイオガスの受け入れ申し込み開始。
- 2009年（平成21年） - 子会社久留米ガス（福岡県久留米市）を設立し、久留米市企業局から事業を引き継ぐ。これにより福岡県の3大都市をグループとしてカバー。
- 2012年（平成24年） - 西部ガス硬式野球部結成。
- 2013年（平成25年）5月 - 福岡中央魚市場の株式を取得して子会社化[6]（91%）。
- 2014年（平成26年）11月7日 - ひびきLNG基地（福岡県北九州市響灘地区）の運用を開始[7][8]。
- 2015年（平成27年） - ひびきLNG基地の稼働に伴い、3月に北九州市のガス製造所「北九州工場」を廃止[9]、6月に福岡市のガス製造所「福北工場」を廃止[9]。
- 2016年（平成28年）4月 - 電力小売り自由化に伴い、家庭向けの電力販売事業に参入。逆に翌年、九州電力が福岡・北九州エリアで家庭向けのガス小売に参入。共に相互のインフラを利用する。
- 2017年（平成29年）2月 - 東京証券取引所第1部上場の不動産会社である株式会社エストラストを連結子会社化。
- 2018年（平成30年）10月 - シンガポールに駐在員事務所を開設[10]。
- 2019年（平成31年）4月1日 - 島原地区における同業他社を含めたガス事業を都市ガス・LPガス関係無く、統合新会社「島原Gエナジー株式会社」に移管[11]。
- 2020年（令和2年）10月 - LINE Fukuokaを発起人に、当社を含む9社（西日本鉄道、九州旅客鉄道、嘉穂無線ホールディングス、西日本シティ銀行、福岡銀行、福岡国際空港、福岡地所）とオブザーバーの福岡市で「Fukuoka Smart City Community」を発足[12]。
- 2021年（令和3年）4月 - 西部ガスホールディングス株式会社に商号変更し、持株会社制に移行[2]。

## 営業エリア
※は、域内で別事業者が供給するエリアがある市町村。太字は、主要営業所がある地域。
福岡県
玄界灘沿いの地域はエリアが連続しており、これがひびきLNG基地への拠点集約にも繋がった。
- 西部瓦斯（完全子会社）
  - 福岡地区 : 福岡市、糸島市、筑紫地区（春日市・大野城市・那珂川市）、糟屋地区（古賀市・粕屋町・新宮町・志免町）、宗像地区（宗像市・福津市）、宮若市
    - 筑紫地区のうち筑紫野市と太宰府市は筑紫ガスの供給エリア。

  - 北九州地区 : 北九州市、苅田町、水巻町※、遠賀町、芦屋町、岡垣町、中間市
    - 中間市は子会社「中間ガス」が事業を展開していたが、2011年に吸収合併。北九州・中間・遠賀・苅田で一体的に運用する態勢を整えた。
- 久留米ガス
  - 久留米市
    - 久留米市企業局のガス事業の受け皿として設立された。久留米市も株主となる。
- 大牟田ガス
  - 大牟田市、荒尾市
    - 元々西部合同瓦斯が事業開始。大正時代に分離独立し、長く三井グループに属していたが、2003年西部ガスグループに“戻った”。2022年にLPガス事業を統合[13]。

熊本県
- 西部瓦斯熊本（完全子会社）
  - 熊本市、合志市、菊陽町、大津町、益城町、嘉島町、御船町

長崎県
- 西部瓦斯長崎（完全子会社）
  - 長崎市※、長与町、時津町
- 西部瓦斯佐世保（完全子会社）
  - 佐世保市
- 島原Gエナジー
  - 島原市
    - 再編に際し、西部ガスグループのみならずチョープロや協力会社・星野管工設備の島原地区におけるLPガス事業も併せて統合した[11]。

## 関係会社
全て株式会社である。※は完全子会社（持株会社が全株式保有）。出典：及び各社公式サイト

### 連結子会社

#### ガス小売事業
- ※西部瓦斯
- ※西部瓦斯熊本
- ※西部瓦斯長崎
- ※西部瓦斯佐世保
- 久留米ガス（都市ガス・LPガス）
- 大牟田瓦斯（都市ガス・LPガス）
- 島原Gエナジー（都市ガス・LPガス）
- ※西部ガスエネルギー（LPガス）

#### ガス製造・卸売事業
- ひびきエル・エヌ・ジー
- ※九州ガス圧送
- ※筑後ガス圧送

#### ガス工事・設備維持管理・顧客分野事業
- ※西部ガスリビング
- ※西部ガスリアルライフ福岡
- ※西部ガスリアルライフ北九州
- ※西部ガスリアルライフ熊本
- ※西部ガスリアルライフ長崎
- ※西部ガス・カスタマーサービス
- ※西部ガス設備工業
- ※北九州管工
- ※熊本管工建設
- 日本ウェルド（にっぽんうぇるど、旧：江田工事）

#### 電気事業
- ※西部ガステクノソリューション
- ※エネ・シード
- エネ・シードひびき

#### 不動産・一般建設事業
- ※西部ガス都市開発
- ※九州八重洲
- エストラスト - 東証スタンダード（3280）

#### その他事業
- ※西部ガス情報システム
- ※エスジーケミカル
- ファイブ
- 西部ガスライフサポート
- ※八仙閣
- 福岡中央魚市場

### 持分法適用関連会社
- グリーンランドリゾート（旧 三井グリーンランド） - 東証スタンダード・福証（9656）
- マルタイ - 福証（2919）

### 地域代理店
- 西部ガスリビングメイト - 開閉栓や料金受付、ガス配管工事を行う。

## 広報活動

### キャッチフレーズ
企業キャッチフレーズ
- 「人、街、地球を快適に。」
- 「エネルギーはベストミックスへ」
- 「ガスがひらく、あたらしいくらし。」

このキャッチフレーズを用いたCMには、宮脇咲良（HKT48・IZ*ONE）が起用されている。宮脇の地元（鹿児島市）の日本ガスでも同じものが使用されており、最後の部分のロゴが日本ガスに差し替えられているものの、企業名のナレーションも宮脇が担当している。
- 「いつもの朝と、新しい明日を。」 - 2019年制定。

ガス機器販売用キャッチフレース
「ガスにおまかせ!」
松中信彦（CM放送時福岡ソフトバンクホークス所属）・林恵子夫妻がイメージキャラクターを務めていた。

### 歴代マスコットキャラクター
- ガスおじさん
- フーパくん
- ガスぼうや[17]

### 普及活動
- 毎年マリンメッセ福岡にて「ガスならできる展」を開催している。その他、営業エリア内各地で「ガスフェア」を開催している。
- かつて、シーサイドももちに炎などを使ったアートを展示する施設「西部ガスミュージアム」があった[18]。1989年（平成元年）に同所で開催されたアジア太平洋博覧会の恒久施設の1つとして知られていたが、2003年（平成15年）3月に閉館した。跡地には西部ガスライフサポートによる24階建ての老人ホームと分譲住宅（積水ハウス）を併設した高層建築物を建設着工している。
- 2004年（平成16年）12月22日、中華料理店「八仙閣」の全株式を買収してグループ傘下に収め、炎と料理を実演し「ガスの優位性」をPRしている。

### CM
- 安全啓発CM「ガスを正しく安全に」には、大阪ガス所属の元陸上競技選手である朝原宣治が出演している（大阪ガスのオリジナルCMより、社名を差し替えて放映している）。

### スポーツ
- 2012年4月に硬式野球部（西部ガス硬式野球部）を設立。監督には杉本泰彦（元日通監督）、またコーチには香田誉士史（元駒澤大学附属苫小牧高等学校監督）を迎えた。

### 文化活動
- 本社ビルの2階には多目的ホール「パピヨン24ガスホール」（可動式客席503席）があり、各種公演に用いられるほか、HKT48が西鉄ホールと併用する形で本拠地劇場として使用することがある。